# 丁坞村
36°02′51″N 116°28′45″E / 36.047489°N 116.479195°E

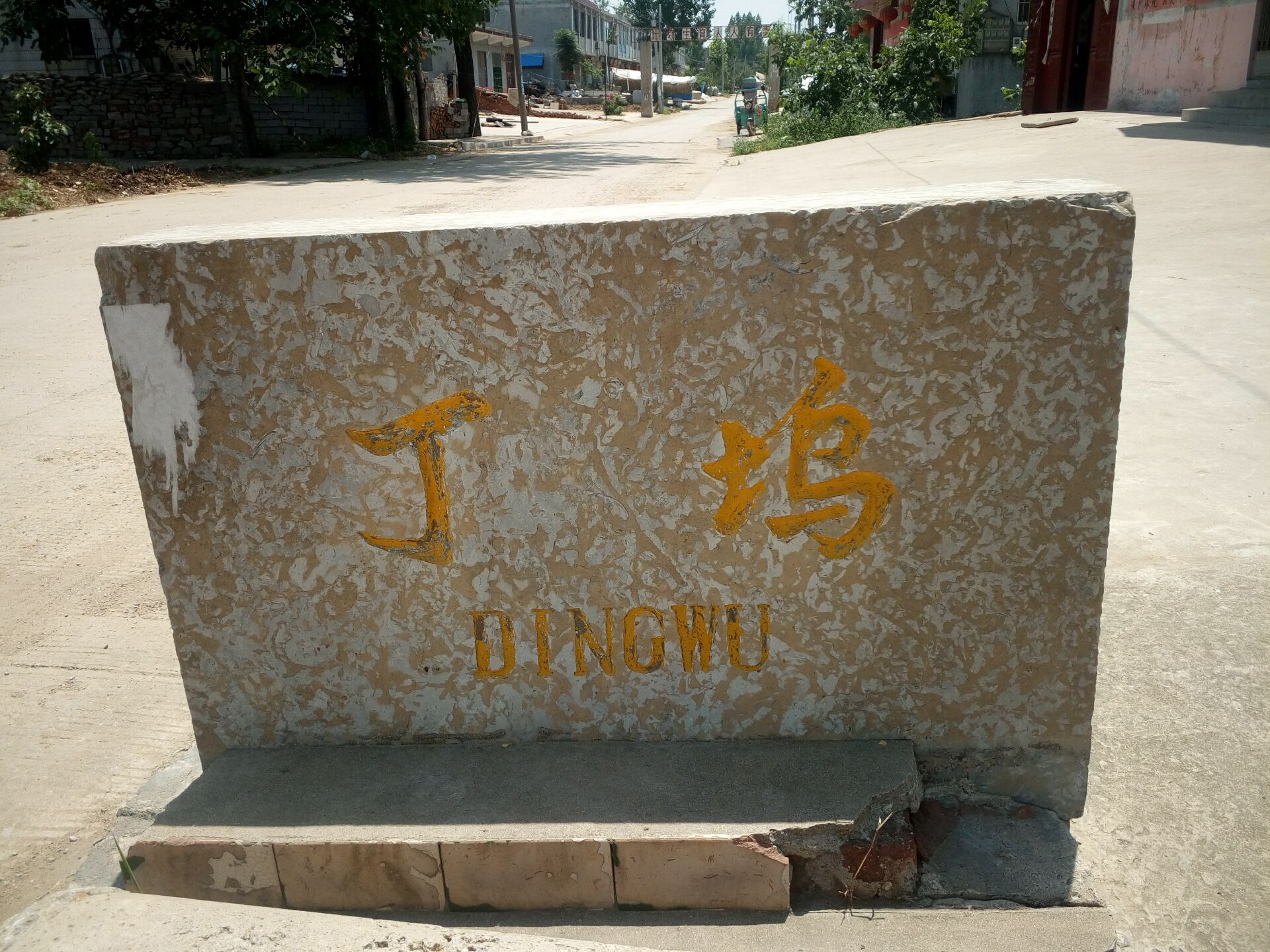
丁坞村村口的石碑

丁坞村，是中华人民共和国山东省东平县大羊镇下辖的一个行政村。该村位于大羊镇政府驻地东，汇河西南侧岸，临近平阴县和肥城市。明洪武二十五年，该村始建。曾名三山屯。永乐年间，丁姓迁入此村，名丁家坞，后惯称为丁坞。
丁坞村西北有东平县县级文物保护单位丁坞遗址，该遗址跨过大汶口文化和龙山文化，证明早在新时期时代，此处即有人居住。1947年12月的国共内战期间，中国共产党军队曾在此击败国民党军队，是为丁坞战斗。